# 鷹巣インターチェンジ
鷹巣インターチェンジ（たかのすインターチェンジ）は、秋田県北秋田市にある秋田自動車道（鷹巣大館道路）のインターチェンジである。

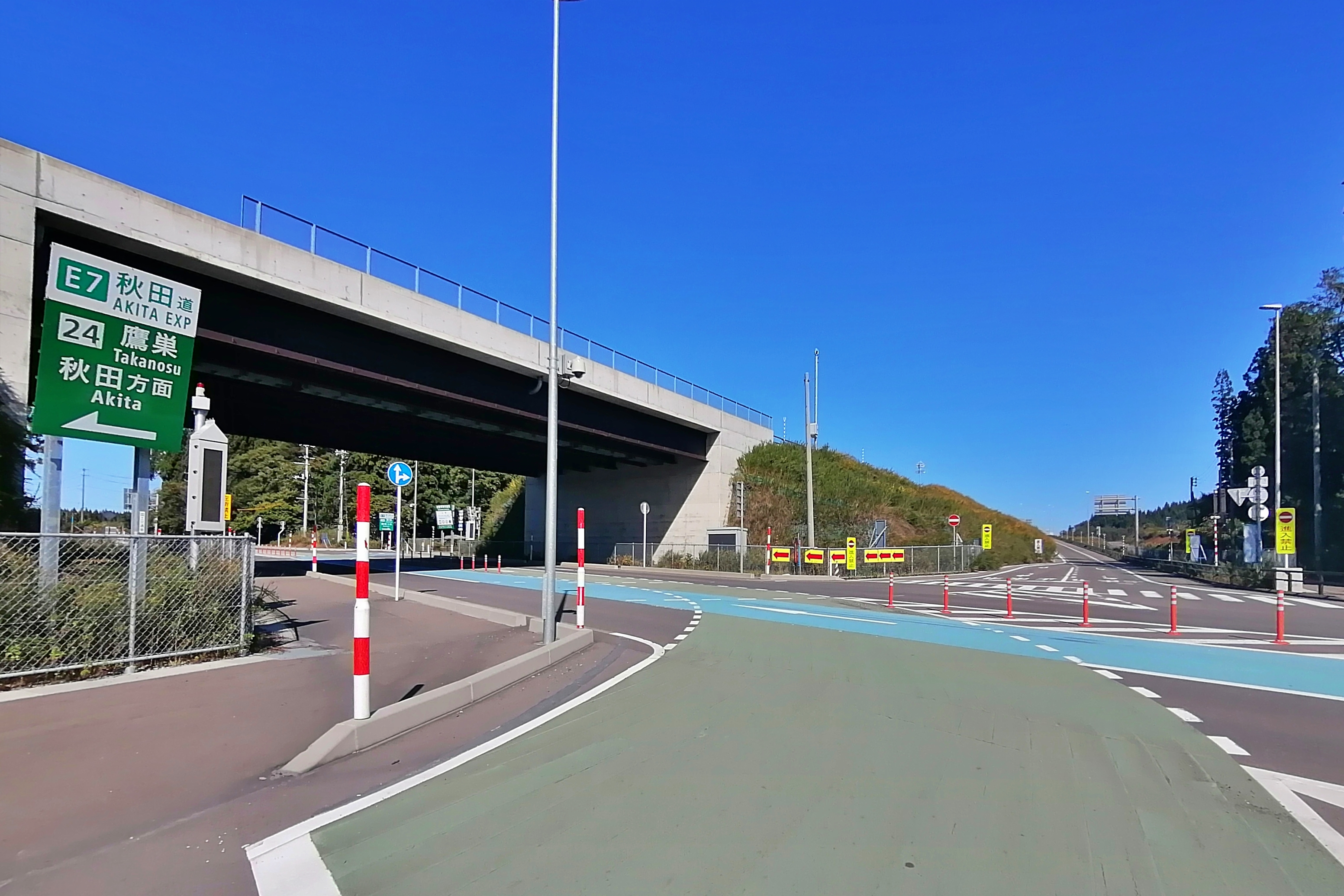
上り線（秋田方面）入口と出口

## 概要
国道105号に接続し、北側を通る国道7号と南側を通る国道285号とあわせ、大館市 - 北秋田市間の災害時の迂回路の強化などを目的として計画された。インターチェンジの形状は、ダイヤモンド型で、無料区間のため、料金所の設備はない。

## 歴史
- 2007年（平成19年）度 : 大館能代空港IC - 北秋田市栄間の延伸が事業化される。
- 2016年（平成28年）
  - 9月15日 : IC名称が「鷹巣IC」で正式決定[1]。
  - 10月22日 : 鷹巣IC - 二井田真中IC間 開通に伴い、供用開始[1]。
- 2018年（平成30年）3月21日 : 大館能代空港IC - 鷹巣IC間 開通[2]。

## 接続する道路

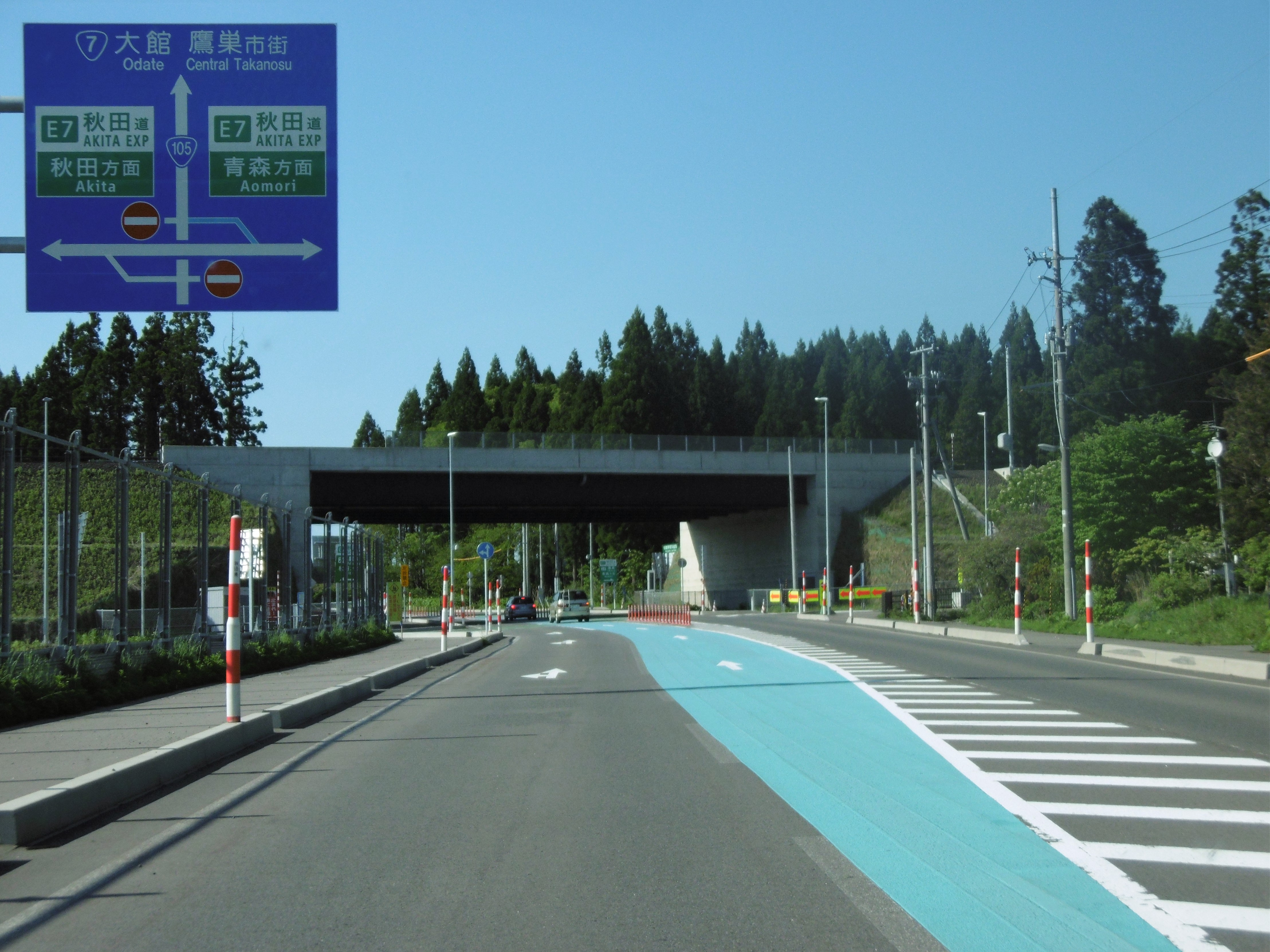
国道105号 鷹巣IC付近

- 国道105号（鷹巣バイパス）

## 周辺
- 鷹巣中央公園
- 沢口簡易郵便局
- ケアタウンたかのす
- 北秋田市立清鷹小学校
- 北秋田警察署鷹巣南駐在所

## 隣
E7 秋田自動車道
(23)大館能代空港IC - (24)鷹巣IC - (25)二井田真中IC